# Дорчестер (парафія, Нью-Брансвік)
Дорчестер (англ. Dorchester) — парафія в Канаді, у провінції Нью-Брансвік, у складі графства Вестморленд.

## Населення
За даними перепису 2016 року, парафія нараховувала 429 осіб, показавши скорочення на 10,1%, порівняно з 2011-м роком. Середня густина населення становила 4,8 осіб/км².
З офіційних мов обидвома одночасно володіли 95 жителів, тільки англійською — 325, тільки французькою — 5. Усього 5 осіб вважали рідною мовою не одну з офіційних.
Працездатне населення становило 53,4% усього населення, рівень безробіття — 7,7% (0% серед чоловіків та 14,3% серед жінок). 84,6% осіб були найманими працівниками, а 10,3% — самозайнятими.
Середній дохід на особу становив $31 985 (медіана $29 205), при цьому для чоловіків — $34 540, а для жінок $29 745 (медіани — $32 960 та $24 768 відповідно).
25,7% мешканців мали закінчену шкільну освіту, не мали закінченої шкільної освіти — 35,1%, 39,2% мали післяшкільну освіту, з яких 17,2% мали диплом бакалавра, або вищий.
| Статево-вікова структура населення | Статево-вікова структура населення | Статево-вікова структура населення | Статево-вікова структура населення | Статево-вікова структура населення |
| ---------------------------------- | ---------------------------------- | ---------------------------------- | ---------------------------------- | ---------------------------------- |
|                                    |                                    |                                    |                                    |                                    |
| Всього                             | Всього                             | 49,4%50,6%                         |                                    |                                    |
| 0 — 14 років                       | 0 — 14 років                       |                                    | 12,8%                              | 12,8%                              |
| 15 — 64 років                      | 15 — 64 років                      |                                    | 66,3%                              | 66,3%                              |
| 65 і більше                        | 65 і більше                        |                                    | 20,9%                              | 20,9%                              |
| Середній вік (років)               | Середній вік (років)               | 45,545,3                           | 45,4                               | 45,4                               |
| Медіана (років)                    | Медіана (років)                    | 50,449,5                           | 50,2                               | 50,2                               |
| — чоловіки — жінки                 |                                    |                                    |                                    |                                    |

| Походження мешканців:     | Походження мешканців:     | Походження мешканців: | Походження мешканців: | Походження мешканців: |
| ------------------------- | ------------------------- | --------------------- | --------------------- | --------------------- |
| Походження                |                           |                       | осіб                  | %                     |
| Корінні американці        | Корінні американці        |                       | 20                    | 4.49%                 |
| Інше північноамериканське | Інше північноамериканське |                       | 255                   | 57.3%                 |
| Європейське               | Європейське               |                       | 345                   | 77.53%                |
| британське                | британське                |                       | 245                   | 55.06%                |
| французьке                | французьке                |                       | 100                   | 22.47%                |

| Зайнятість населення за галузями (за класифікацією NOC): | Зайнятість населення за галузями (за класифікацією NOC): | Зайнятість населення за галузями (за класифікацією NOC): | Зайнятість населення за галузями (за класифікацією NOC): | Зайнятість населення за галузями (за класифікацією NOC): |
| -------------------------------------------------------- | -------------------------------------------------------- | -------------------------------------------------------- | -------------------------------------------------------- | -------------------------------------------------------- |
|                                                          |                                                          |                                                          |                                                          |                                                          |
| Управління                                               | Управління                                               |                                                          | 5,4%                                                     | 5,4%                                                     |
| Бізнес, фінанси та адміністрування                       | Бізнес, фінанси та адміністрування                       |                                                          | 13,5%                                                    | 13,5%                                                    |
| Охорона здоров'я                                         | Охорона здоров'я                                         |                                                          | 10,8%                                                    | 10,8%                                                    |
| Освіта, правозахист, муніципальні та урядові служби      | Освіта, правозахист, муніципальні та урядові служби      |                                                          | 13,5%                                                    | 13,5%                                                    |
| Роздрібна торгівля та послуги                            | Роздрібна торгівля та послуги                            |                                                          | 32,4%                                                    | 32,4%                                                    |
| Гуртова торгівля, транспорт та обладнання                | Гуртова торгівля, транспорт та обладнання                |                                                          | 16,2%                                                    | 16,2%                                                    |
| Виробництво                                              | Виробництво                                              |                                                          | 8,1%                                                     | 8,1%                                                     |

## Клімат
Середня річна температура становить 5,3°C, середня максимальна – 22°C, а середня мінімальна – -14,3°C. Середня річна кількість опадів – 1 187 мм.
| Клімат поселення                              | Клімат поселення | Клімат поселення | Клімат поселення | Клімат поселення | Клімат поселення | Клімат поселення | Клімат поселення | Клімат поселення | Клімат поселення | Клімат поселення | Клімат поселення | Клімат поселення | Клімат поселення |
| Показник                                      | Січ.             | Лют.             | Бер.             | Квіт.            | Трав.            | Черв.            | Лип.             | Серп.            | Вер.             | Жовт.            | Лист.            | Груд.            |                  |
| Середній максимум, °C                         | −2,76            | −1,58            | 3,16             | 8,93             | 15,43            | 20,45            | 22,00            | 21,52            | 17,31            | 11,58            | 5,98             | −1               |                  |
| Середня температура, °C                       | −8,55            | −7,37            | −2,63            | 3,14             | 9,66             | 14,66            | 18,14            | 17,66            | 13,45            | 7,70             | 2,11             | −4,88            |                  |
| Середній мінімум, °C                          | −14,34           | −13,16           | −8,42            | −2,65            | 3,86             | 8,86             | 14,26            | 13,80            | 9,58             | 3,84             | −1,76            | −8,74            |                  |
| Норма опадів, мм                              | 109              | 89               | 102              | 86               | 100              | 102              | 98               | 84               | 91               | 100              | 109              | 117              |                  |
| Середньомісячна швидкість вітру, м/с          | 4.36             | 4.28             | 4.43             | 4.28             | 3.89             | 3.45             | 3.17             | 3.06             | 3.35             | 3.77             | 4.06             | 4.40             |                  |
| Середньомісячна сонячна радіація, кДж/м²·день | 5252             | 8633             | 12288            | 15218            | 18188            | 20252            | 20033            | 17613            | 13249            | 8447             | 4911             | 3892             |                  |
| --------------------------------------------- | ---------------- | ---------------- | ---------------- | ---------------- | ---------------- | ---------------- | ---------------- | ---------------- | ---------------- | ---------------- | ---------------- | ---------------- | ---------------- |
| Джерело:                                      |                  |                  |                  |                  |                  |                  |                  |                  |                  |                  |                  |                  |                  |